# Quercus pumila
Quercus pumila är en bokväxtart som beskrevs av Thomas Walter. Quercus pumila ingår i släktet ekar, och familjen bokväxter. Inga underarter finns listade i Catalogue of Life.

## Bildgalleri

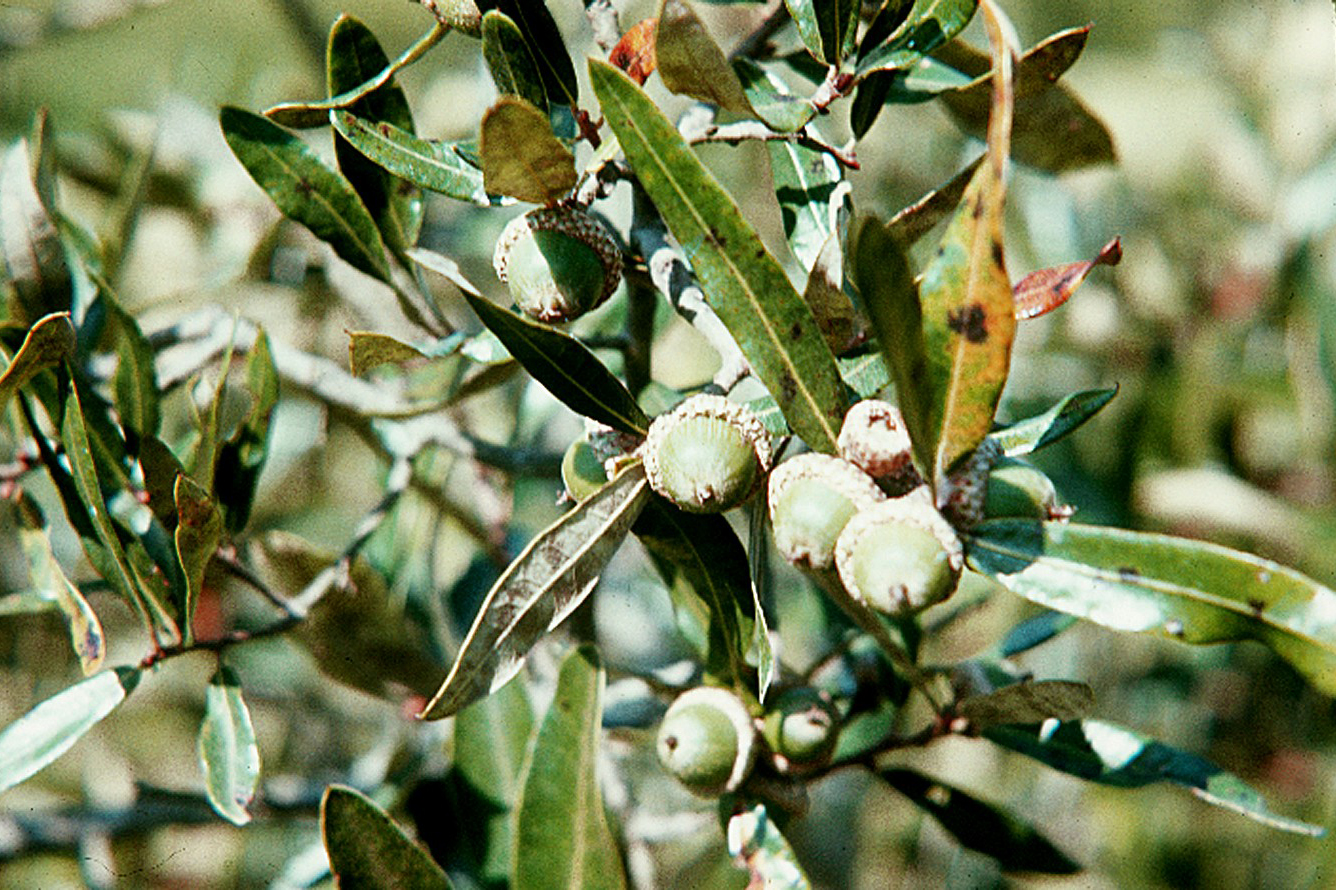
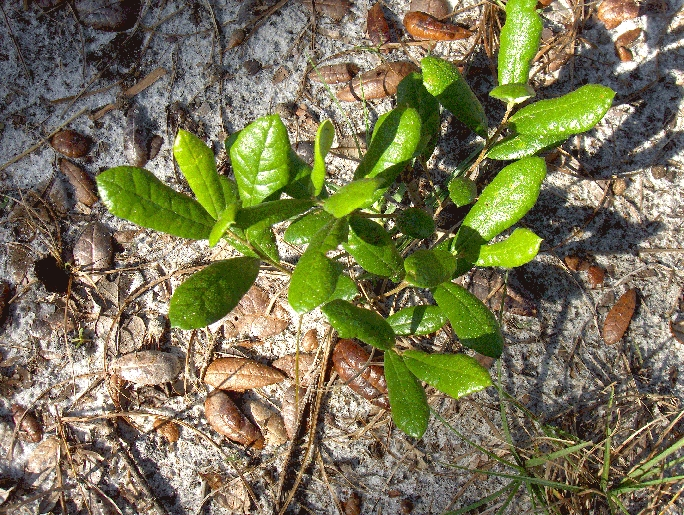